# Блэк, Шанти
Шанти Л’амур Блэк (англ. Chante L'amour Black; род. 12 ноября 1985 года, Остин, штат Техас, США) — американская профессиональная баскетболистка, выступала в женской национальной баскетбольной ассоциации. Была выбрана на драфте ВНБА 2009 года в первом раунде под общим десятым номером клубом «Коннектикут Сан». Играла она на позиции центровой.

## Ранние годы
Шанти Блэк родилась 12 ноября 1985 года в городе Остин (Техас), дочь Мази Блэк, выросла же в городе Кернерсвилл (Северная Каролина), где она училась в средней школе Ист-Форсайт, в которой выступала за местную баскетбольную команду.